# Pseudosphinx plumieriae
Pseudosphinx plumieriae är en fjärilsart som beskrevs av Fabricius 1775. Pseudosphinx plumieriae ingår i släktet Pseudosphinx och familjen svärmare. Inga underarter finns listade.